# Day By The River
Pour les articles homonymes, voir DBR.
 (mai 2025).
Motif : Absence de sources, voir critères WP:NM.
- Archive Wikiwix
- Bing
- Cairn
- DuckDuckGo
- E. Universalis
- Gallica
- Google
- G. Books
- G. News
- G. Scholar
- Persée
- Qwant
- (zh) Baidu
- (ru) Yandex
- (wd) trouver des œuvres sur Wikidata

| 1. | Préciser le motif de la pose du bandeau. | Précisez le motif de la pose du bandeau en utilisant la syntaxe suivante : {{admissibilité à vérifier\|date=mai 2025\|motif=remplacez ce texte par le motif}}                         |
| 2. | Informer les utilisateurs concernés.     | Pensez à avertir le créateur de l'article, par exemple, en insérant le code ci-dessous sur sa page de discussion : {{subst:avertissement admissibilité à vérifier\|Day By The River}} |

Day By The River également connu sous le nom de DBR, est un groupe d'improvisation d'Athènes (Géorgie) qui a existé entre 1989 et 1999. DBR était le premier groupe qui a réalisé le premier CD en MP3 téléchargeable[réf. nécessaire].
Membres du groupe :
- Ted Lahey - chanteur/guitare
- Patrick McDonnell - bassiste
- Walt Austin - claviers
- Dave Brockway - batterie
- Mâle Pryor - guitare, remplacé par Jason Rabineau en 1995